# Lawrenceville (Georgia)
Lawrenceville ist eine Stadt und zudem der County Seat des Gwinnett County im US-Bundesstaat Georgia mit 30.858 Einwohnern (Stand: Volkszählung 2020).

## Geographie
Lawrenceville befindet sich rund 40 km nordöstlich von Atlanta.

### Klima
|                       | Jan  | Feb  | Mär  | Apr  | Mai  | Jun  | Jul  | Aug  | Sep  | Okt  | Nov  | Dez  |   |      |
| Mittl. Tagesmax. (°C) | 10,0 | 13,0 | 17,0 | 22,0 | 26,0 | 29,0 | 31,0 | 31,0 | 27,0 | 22,0 | 17,0 | 12,0 | ⌀ | 21,5 |
| Mittl. Tagesmin. (°C) | −1,0 | 0,0  | 4,0  | 7,0  | 12,0 | 17,0 | 19,0 | 19,0 | 16,0 | 9,0  | 4,0  | 1,0  | ⌀ | 9    |

| −1,0 |

| 0,0 |

| 4,0 |

| 7,0 |

| 12,0 |

| 17,0 |

| 19,0 |

| 19,0 |

| 16,0 |

| 9,0 |

| 4,0 |

| 1,0 |

| −1,0 |

| 0,0 |

| 4,0 |

| 7,0 |

| 12,0 |

| 17,0 |

| 19,0 |

| 19,0 |

| 16,0 |

| 9,0 |

| 4,0 |

| 1,0 |

## Geschichte
Lawrenceville wurde durch die Generalversammlung des Bundesstaates am 15. Dezember 1821 zur Stadt ernannt. Die Stadt wurde benannt nach James Lawrence, Marineoffizier und Kommandeur der Fregatte Chesapeake im Krieg von 1812. Der Name der Stadt wurde vom ersten Leiter der Poststelle, William Maltbie zu Ehren des Wirkens von Lawrence vorgeschlagen.
Der Verleger Larry Flynt und sein Anwalt Gene Reeves Jr. wurden am 6. März 1978 in Lawrenceville nach einem Gerichtstermin mutmaßlich von Joseph Paul Franklin angeschossen. Beide überlebten den Anschlag, Flint wurde jedoch von der Hüfte abwärts gelähmt.

## Demographische Daten
Laut der Volkszählung von 2010 verteilten sich die damaligen 28.546 Einwohner auf 9.973 bewohnte Haushalte, was einen Schnitt von 2,84 Personen pro Haushalt ergibt. Insgesamt bestehen 11.187 Haushalte.
69,4 % der Haushalte waren Familienhaushalte (bestehend aus verheirateten Paaren mit oder ohne Nachkommen bzw. einem Elternteil mit Nachkomme) mit einer durchschnittlichen Größe von 3,39 Personen. In 42,8 % aller Haushalte lebten Kinder unter 18 Jahren sowie in 19,5 % aller Haushalte Personen mit mindestens 65 Jahren.
32,6 % der Bevölkerung waren jünger als 20 Jahre, 29,3 % waren 20 bis 39 Jahre alt, 24,8 % waren 40 bis 59 Jahre alt und 13,4 % waren mindestens 60 Jahre alt. Das mittlere Alter betrug 32 Jahre. 47,8 % der Bevölkerung waren männlich und 52,2 % weiblich.
48,0 % der Bevölkerung bezeichneten sich als Weiße, 32,0 % als Afroamerikaner, 0,6 % als Indianer und 5,7 % als Asian Americans. 10,3 % gaben die Angehörigkeit zu einer anderen Ethnie und 3,4 % zu mehreren Ethnien an. 22,3 % der Bevölkerung bestand aus Hispanics oder Latinos.
Das durchschnittliche Jahreseinkommen pro Haushalt lag bei 41.578 USD, dabei lebten 22,8 % der Bevölkerung unter der Armutsgrenze.

## Sehenswürdigkeiten

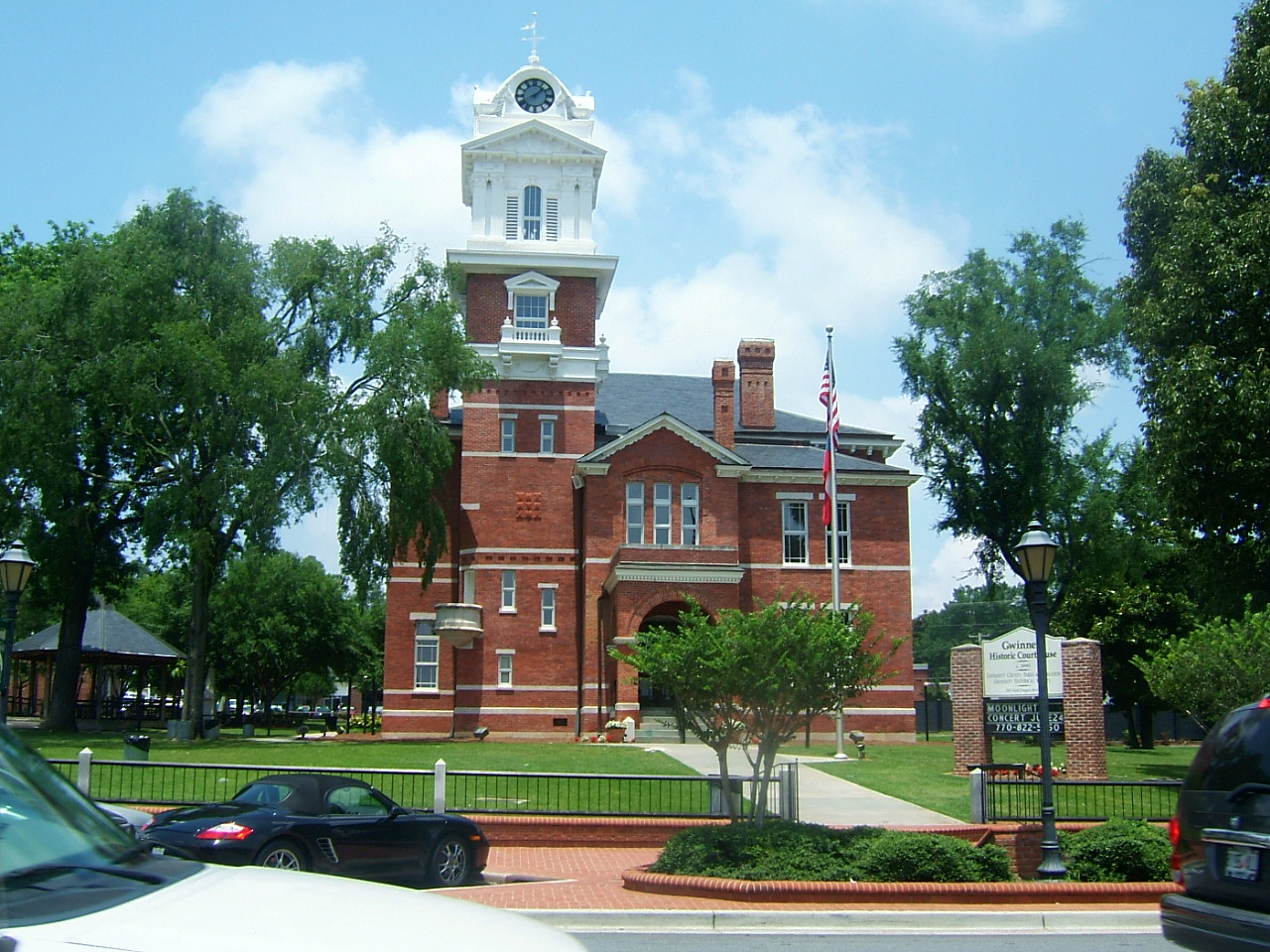
County Courthouse

Folgende Objekte sind im National Register of Historic Places gelistet:
- Adair, Isaac, House
- Craig, Robert, Plantation
- Gwinnett County Courthouse
- Old Seminary Building
- Terrell, William, Homeplace
- Ware, Clarence R., House

## Sport
- Baseball: Gwinnett Braves

## Verkehr
Lawrenceville wird vom U.S. Highway 29 sowie von den Georgia State Routes 8, 20, 120, 124 und 316 durchquert. Am nordöstlichen Stadtrand befindet sich der Flugplatz Gwinnett County Airport. Der nächste internationale Flughafen ist der Flughafen Atlanta (rund 60 km südwestlich).

## Bildung

### Schulen
Elementary Schools:
(entspricht der deutschen Grundschule; Klasse 1 bis 5)
- Cedar Hill Elementary School
- Lawrenceville Elementary School
- Simonton Elementary School
- Margaret Winn Holt Elementary School
- Benefield Elementary
- Woodward Mill Elementary School
- Lovin Elementary School
- K.E. Taylor Elementary School
- McKendree Elementary School
- Jenkins Elementary School
- Rock Springs Elementary School
- Walnut Grove Elementary School

Middle Schools:
(„Mittelschule“; Klasse 6 bis 8)
- Moore Middle School (Central Gwinnett)
- J.E. Richards Middle School (Central Gwinnett)
- Twin Rivers Middle School
- Creekland Middle School

High Schools:
(entspricht den weiterführenden Schulen)
- Central Gwinnett High School
- Phoenix High School
- Mountain View High School
- Archer High School
- Gwinnett School of Mathematics, Science, and Technology
- Collins Hill High School

### Colleges
- Gwinnett Technical College
- Georgia Gwinnett College

## Kriminalität
Die Kriminalitätsrate lag im Jahr 2010 mit 325 Punkten (US-Durchschnitt: 266 Punkte) im durchschnittlichen Bereich. Es gab vier Morde, fünf Vergewaltigungen, 54 Raubüberfälle, 35 Körperverletzungen, 263 Einbrüche, 907 Diebstähle, 81 Autodiebstähle und fünf Brandstiftungen.

## Trivia
- Deion Sanders kaufte einst ein Stück Land in Lawrenceville, um dort eine Villa zu errichten, verkaufte es jedoch wieder an Baufirmen.
- Der Film Road Trip wurde zum Teil in Lawrenceville gedreht.

## Söhne und Töchter der Stadt
- Ezzard Charles (1921–1975), Boxer
- Jennifer Ferrin (* 1979), Schauspielerin
- Offset (* 1991), Rapper
- Quavo (* 1991), Rapper
- Taylor Heinicke (* 1993), American-Football-Spieler
- Walker Zimmerman (* 1993), Fußballspieler
- Kirshnik Khari Ball alias Takeoff (1994–2022), Rapper, Sänger und Songwriter
- Rachel G. Fox (* 1996), Schauspielerin, Sängerin, Musikerin und Synchronsprecherin